# Polyblastus fulvus
Polyblastus fulvus är en stekelart som beskrevs av Henry Keith Townes, Jr. 1992. Polyblastus fulvus ingår i släktet Polyblastus och familjen brokparasitsteklar. Inga underarter finns listade i Catalogue of Life.